# Neuropatologia

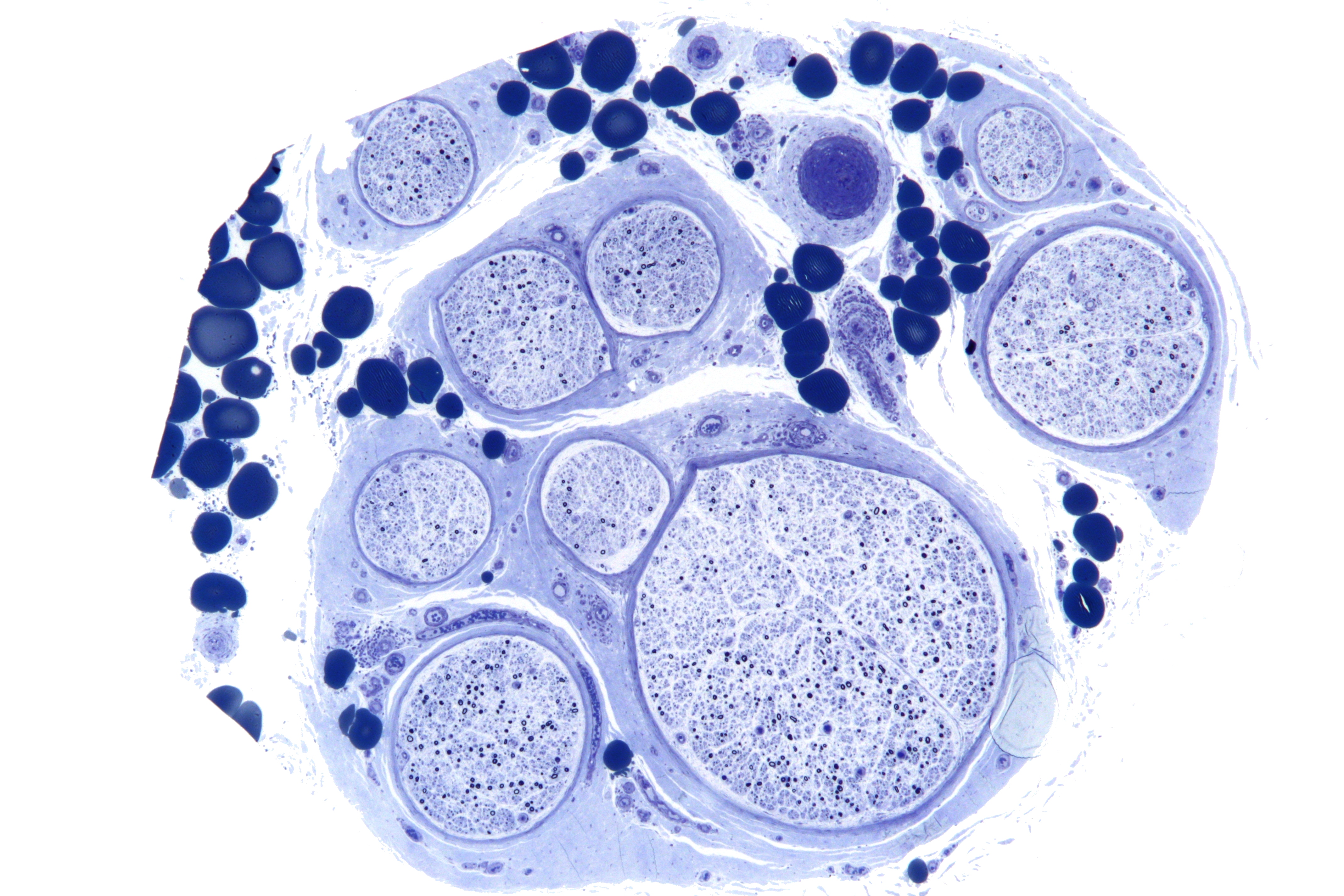
Micrografia de uma neuropatia vasculítica. Plástico embutido. Mancha azul de toluidina.

Neuropatologia é o estudo de doenças do tecido do sistema nervoso, geralmente na forma de pequenas biopsias cirúrgicas ou de autópsias de corpo inteiro. Neuropatologia é uma subespecialidade de patologia anatômica, neurologia, e neurocirurgia. Não deve ser confundido com neuropatia, que se refere a distúrbios dos próprios nervos (geralmente no sistema nervoso periférico).

## Metodologia
O trabalho do neuropatologista consiste em grande parte examinar o tecido da biopsia do cérebro e da medula espinhal para auxiliar no diagnóstico da doença. A biopsia é geralmente solicitada após uma massa que é detectada por imagem radiológica. Quanto às autópsias, o principal trabalho do neuropatologista é ajudar no diagnóstico pós-morte de várias formas de demência e outras condições que afetam o sistema nervoso central.
As biopsias também podem consistir na pele. O teste de densidade de fibras nervosas epidérmicas (ENFD) é um teste de neuropatologia mais recentemente desenvolvido no qual uma biopsia de ponta de pele é realizada para identificar pequenas neuropatias de fibras analisando as fibras nervosas da pele. Este teste de patologia está se tornando disponível em laboratórios selecionados, bem como em muitas universidades; ele substitui o teste de biopsia de nervo sural tradicional como menos invasivo. É utilizado para identificar neuropatias dolorosas de pequenas fibras.

## Focos de especialização
Em muitos países de língua inglesa, a neuropatologia é considerada um subcampo de patologia anatômica. Em contraste, há uma série de cadeiras universitárias independentes em neuropatologia e até mesmo institutos de neuropatologia em países de língua alemã devido a um contexto histórico diferente. Um médico que se especializa em neuropatologia, geralmente completando uma bolsa após uma residência em anatomia ou patologia geral, é chamado um neuropatologista. Na prática clínica do dia-a-dia, um neuropatologista é um consultor para outros médicos. Se suspeitar de uma doença do sistema nervoso, e o diagnóstico não pode ser feito por métodos menos invasivos, uma biopsia do tecido nervoso é recolhida e enviada ao neuropatólogo, que a examina usando um microscópio ou alguns métodos moleculares para fazer um diagnóstico definitivo.
Muitos neuropatologistas na Europa tem um fundo nas neurociências clínicas (neurologia, psiquiatria) bem como patologia.

### No sistema dos EUA
Neuropatologistas são médicos com um Doutor em Medicina (MD) ou Doutor em Medicina Osteopática (DO) grau. Eles devem terminar 3 ou 4 anos de uma residência de patologia anatômica seguida por dois anos de uma bolsa de neuropatologia e ser certificada pela American Board of Pathology em anatomia e neuropatologia. Trata-se de uma formação neuropatológica menos especializada do que na maioria dos outros países. Também é bastante comum para neuropatologistas ter um Ph.D. em um campo relacionado.

### No reino UNIDO/Canadá/Commonwealth sistema
Os neuropatologistas são profissionais medicamente qualificados que estão registrados no Conselho Médico Geral do Reino Unido. Uma qualificação de pós-graduação em neuropatologia é obtida através de treinamento e um exame supervisionado pelo Colégio Real de Patologistas do UK.  Um neuropatologista tem formação em patologia anatômica seguida de treinamento em relação ao diagnóstico de doenças do sistema nervoso e do músculo. A formação noutros países europeus e da Commonwealth é semelhante. No Canadá, neuropatologistas completam 5 anos de Colégio Colégio Real de Médicos e Cirurgiões do Canadá Neuropatologia residência incluindo um ano da medicina clínica e um ano da anatomia patológica. É bastante comum para neuropatologistas ter PhDs em um campo relacionado.
Além de examinar o tecido do sistema nervoso central, o neuropatologista geralmente tem a tarefa de examinar biopsias do músculo e do nervo periférico. As biopsias musculares são tomadas para auxiliar no diagnóstico de doenças musculares (como polimiosite, miopatia mitocondrial, etc). O nervo periférico é avaliado para auxiliar no tratamento de pacientes com suspeitas de neuropatias periféricas secundárias a condições tais como vasculite e amiloidose.
Neuropatologia é um campo pesadamente orientado para pesquisa.

## Proeminentes figuras históricas e atuais
Santiago Ramon y Cajal é considerado um dos fundadores da neuroanatomia moderna. Alois Alzheimer, a pessoa depois de quem a doença de Alzheimer é nomeada, é considerada um importante contribuinte para o campo.
Há muitos neuropatologistas em todo o mundo que fizeram importantes contribuições clínicas e de investigação para a nossa compreensão das doenças que afetam especificamente o cérebro (doenças degenerativas, esclerose múltipla, acidente vascular cerebral, tumores cerebrais, trauma e doenças neuromusculares). A maioria são membros da Sociedade Internacional de Neuropatologia (ISN). Para os neuropatologistas que praticam nos Estados Unidos da América, consulte o Diretório de Afiliação disponível através do site da Associação Americana de Neuropatologistas (AANP). Existem também Diretórios de Associação disponíveis para muitas sociedades de neuropatologia que existem em outros países específicos e/ou regiões do mundo (britânico, europeu, canadense... etc).

## Progresso
Está atualmente a ser estabelecido um Conselho Europeu de Neuropatologia que sublinha a importância de uma formação adequada nas neurociências (www.euro-cns.org). O mais recente encontro internacional de neuropatologistas ocorreu em setembro de 2014 no Rio de Janeiro, Brasil.

## Jornal
A neuropatologia acadêmica é servida por várias revistas especializadas em neuropatologia. Acta Neuropatologica é o periódico de neuropatologia com maior fator de impacto. Alguns periódicos são patrocinados por associações nacionais ou internacionais de neuropatologia: Brain Pathology é a revista oficial da Sociedade Internacional de Neuropatologia, Neuropathology & Applied Neurobiology é patrocinado pela British Neuropathological Society, o Journal of Neuropathology & Experimental Neurology é o jornal oficial da American Associação de Neuropatologistas (AANP) e "Neuropathology" é o jornal oficial da Sociedade Japonesa de Neuropatologia.